# تابس دورسالیس
تابس دورسالیس (انگلیسی: Tabes dorsalis) بیماری است که در آن طناب نخاعی به طور تدریجی از بین می‌رود. این عارضه معمولاً به دلیل سیفلیس ایجاد می‌شود و از پنی‌سیلین می‌توان برای درمان آن استفاده نمود.